# Welliton de Moraes Coimbra
Welliton de Moraes Coimbra (sinh ngày 10 tháng 11 năm 1984) là một cầu thủ bóng đá người Brasil.

## Sự nghiệp câu lạc bộ
Welliton de Moraes Coimbra đã từng chơi cho Sagan Tosu.

## Thống kê câu lạc bộ

### J.League
| Đội        | Năm       | J.League | J.League | J.League Cup | J.League Cup | Tổng cộng | Tổng cộng |
| Đội        | Năm       | Trận     | Bàn      | Trận         | Bàn          | Trận      | Bàn       |
| ---------- | --------- | -------- | -------- | ------------ | ------------ | --------- | --------- |
| Sagan Tosu | 2009      | 39       | 11       | -            | -            | 39        | 11        |
| Sagan Tosu | 2012      | 23       | 3        | 5            | 0            | 28        | 3         |
| Tổng cộng  | Tổng cộng | 62       | 14       | 5            | 0            | 67        | 14        |